# Simon Jentzsch
Simon Jentzsch (4 de maig de 1976) és un futbolista alemany que des del 2009 juga de porter pel FC Augsburg. Sent internacional sub-21, Jentzsch tingué una convocatòria pel conjunt sènior, però no hi va arribar a debutar.